# Marianne Küffner
Marianne Küffner, geborene Arndt (* 3. Oktober 1934 in Berlin-Schlachtensee; † 8. Februar 2024 in Essen), war eine deutsche Kunsthistorikerin und Kunsthändlerin.

## Leben und Ausbildung
Marianne Küffner wuchs in einer wohlhabenden Bankiersfamilie in Hannover auf. In Hannover erlebte sie auch die Zerstörung der Stadt im Bombenkrieg. Ab 1956 studierte sie in Göttingen Psychologie, wechselte 1957 nach Bonn, um dort Kunstgeschichte, Klassische Archäologie und Mediävistik zu studieren. 1967 wurde sie mit einer Dissertation über Zeichnungen Anselm Feuerbachs bei Herbert von Einem promoviert.
1967 begann Marianne Küffner beim Kunstantiquariat C. G. Boerner in Düsseldorf zu arbeiten, das sie nach dem Tod des Inhabers Eduard Trautscholdt im Jahr 1976 gemeinsam mit Ruth-Maria Muthmann (1927–2021) leitete. Als diese 1995 ausschied, übernahm Küffner bis zu ihrem Ruhestand 2004 die alleinige Leitung des Antiquariats, dessen Kataloge ein hohes wissenschaftliches Niveau hatten.
Küffner spezialisierte sich auf Druckgrafik und Zeichnungen des niederländischen Barocks und galt als Kennerin der Grafik des 19. Jahrhunderts. Außerdem war sie mehrfach als Jurorin für Kunstmessen tätig.
Verheiratet war sie mit dem Privatgelehrten Hatto Küffner (1932–2018).

## Schriften (Auswahl)
- Anselm Feuerbach als Zeichner. Ausstellungskatalog Heidelberg, Kunstverein, 31. August bis 28. Sept. 1969; Speyer, Historisches Museum der Pfalz, 4. Oktober bis 2. November 1969, Heidelberg 1969.
- Zu Anselm Feuerbachs Bildthemen. In: Marianne Küffner, Heinrich Klimm, Herbert von Einem u. a.: Anselm Feuerbach, seine Familie und ihre Zeit (= Beiträge zur Speyerer Stadtgeschichte 3). Historischer Verein der Pfalz, Speyer 1975, S. 27–37.
- Zu Victor Emil Janssens Selbstbildnis in der Hamburger Kunsthalle, in: Werner Busch u. a. (Hrsg.): Kunst als Bedeutungsträger. Gebr. Mann, Berlin 1978, S. 379–403.
- Angelika Kauffmann und ihre Zeit: Graphik u. Zeichnungen von 1760 – 1810, Ausstellungskatalog, C. G. Boerner, Düsseldorf 1979.
- Goethe und das Boisseréesche Galeriewerk, in: Goethe, Boerner und Künstler ihrer Zeit, Katalogbeitrag, Düsseldorf [u. a.], 1999, S. 71–75.
- Eine Auswahl aus unseren Mappen. Europäische Graphik des 16. bis 20. Jahrhunderts. C. G. Boerner, Düsseldorf 1999.
- mit Martina Sitt, Dieter Gleisberg, F. Carlo Schmid: Goethe, Boerner und Künstler ihrer Zeit. C. G. Boerner, Düsseldorf 1999.
- mit Jutta Kleinknecht, F. Carlo Schmid: Graphik: Handzeichnungen und Druckgraphik. AXA Art, Köln 2002.
- Joachim Neander: „Lobe den Herrn“. In: Edmund Spohr, Hatto Küffner (Hrsg.): Düsseldorf – eine Stadt zwischen Tradition und Vision, Band 7: Düsseldorfer von Welt, Kleve 2004, ISBN 978-3-933969-39-2, S. 146–157.
- mit Kurt Andrea (Hrsg.): Das Stammbuch der Marianne von Willemer. Insel-Verlag, Frankfurt am Main/Leipzig 2006, ISBN 978-3-458-17323-6.
- Zum Briefwechsel Boisserée und Cotta, in: Annemarie Gethmann-Siefert u. a. (Hrsg.): Kunst als Kulturgut. Band 1: Die Sammlung Boisserée. Fink, München 2011, ISBN 978-3-7705-4768-5, S. 85–102.